# میمنت حسینی چاوشی
میمنت حسینی چاوشی جمعیت‌شناس ایرانی و پژوهشگر جمعیت در دانشگاه ملی استرالیا است. کتاب وی با عنوان تحولات باروری در ایران (با همکاری پیتر مک‌دونالد و محمدجلال عباسی شوازی) به عنوان برنده جایزه جهانی کتاب سال جمهوری اسلامی ایران معرفی شد.

## بازداشت
میمنت حسینی چاوشی اوایل آذر ۱۳۹۷ بازداشت شد. روزنامه کیهان علت این بازداشت را «جاسوسی اجتماعی» عنوان کرد و نوشت: در این راستا فرد مزبور با بنیادهای متعدد برانداز از قبیل فورد و راکفلر، همچنین بنیاد بیل و ملیندا گیتس و برخی دیگر از این دست، در ارتباط بوده‌است.